# Paramatachia ashtonensis
Paramatachia ashtonensis là một loài nhện trong họ Desidae.
Loài này thuộc chi Paramatachia. Paramatachia ashtonensis được miêu tả năm 1962 bởi Brian J. Marples.